# Zight
 (avril 2025).
La mise en forme du texte ne suit pas les recommandations de Wikipédia : il faut le « wikifier ».
Les points d'amélioration suivants sont les cas les plus fréquents :
- Les titres sont pré-formatés par le logiciel. Ils ne sont ni en capitales, ni en gras.
- Le texte ne doit pas être écrit en capitales (les noms de famille non plus), ni en gras, ni en italique, ni en « petit »…
- Le gras n'est utilisé que pour surligner le titre de l'article dans l'introduction, une seule fois.
- L'italique est rarement utilisé : mots en langue étrangère, titres d'œuvres, noms de bateaux, etc.
- Les citations ne sont pas en italique mais en corps de texte normal. Elles sont entourées par des guillemets français : « et ».
- Les listes à puces sont à éviter, des paragraphes rédigés étant largement préférés. Les tableaux sont à réserver à la présentation de données structurées (résultats, etc.).
- Les appels de note de bas de page (petits chiffres en exposant, introduits par l'outil «  Source ») sont à placer entre la fin de phrase et le point final[comme ça].
- Les liens internes (vers d'autres articles de Wikipédia) sont à choisir avec parcimonie. Créez des liens vers des articles approfondissant le sujet. Les termes génériques sans rapport avec le sujet sont à éviter, ainsi que les répétitions de liens vers un même terme.
- Les liens externes sont à placer uniquement dans une section « Liens externes », à la fin de l'article. Ces liens sont à choisir avec parcimonie suivant les règles définies. Si un lien sert de source à l'article, son insertion dans le texte est à faire par les notes de bas de page.
- La présentation des références doit suivre les conventions bibliographiques. Il est recommandé d'utiliser les modèles {{Ouvrage}}, {{Chapitre}}, {{Article}}, {{Lien web}} et/ou {{Bibliographie}}. Le mode d'édition visuel peut mettre en forme automatiquement les références.
- Insérer une infobox (cadre d'informations à droite) n'est pas obligatoire pour parachever la mise en page.

Pour une aide détaillée, merci de consulter Aide:Wikification.
Si vous pensez que ces points ont été résolus, vous pouvez retirer ce bandeau et améliorer la mise en forme d'un autre article.
Yau Yiu Ting (chinois : 邱耀鋌 ; pinyin : jau1 jiu6 ting2 ; né le 26 décembre 1988), plus connu sous son nom de scène Zight, est un compositeur, auteur-compositeur et producteur de musique hongkongais, spécialisé dans la dance. Zight décroche sa première collaboration internationale Fly Away avec la chanteuse britannique Sonna Rele en 2021.
Lors d'une interview à la radio, Zight révèle que son nom de scène était dérivé de son deuxième prénom light. Il utilise d'abord son pseudonyme Zight sur BeatStars parce que le nom d'utilisateur light avait déjà été enregistré par un autre utilisateur.

## Biographie

### Origines
Zight est né et a grandi dans le Hong Kong. Lors d'une interview en direct, il indique que son père possédait une énorme armoire de disques vinyles et de CD contenant des genres très divers de musique Occidentale. Parmi les nombreux genres musicaux, l'Eurodance était son préféré. Il était fan des groupes spécialisés dans l'Eurodance, notamment Vengaboys, Aqua et 2 Unlimited. Il explique que l'intérêt qu'il portait depuis l'enfance à l'eurodance l'avait conduit à devenir producteur de musique électronique après avoir obtenu son diplôme à l'école de musique.

### Débuts musicaux (2011–2020)
Zight étudie les médias créatifs et la production musicale à l'université municipale de Hong Kong. Pendant ses études, il commence à vendre des rythmes à des artistes hip-hop sur BeatStars, où il utilise d'abord Zight comme nom de scène.
Après avoir obtenu son diplôme, Zight passe plusieurs années à faire de la musique en coulisses pour des musiciens locaux. En 2018, il se rend à Londres pour étudier la musique électronique à la Point Blank Music School. Plus tard en 2020, il sort son premier single de musique électronique Paradise.

### Révélation au grand public (depuis 2021)
En 2021, il obtient sa première collaboration internationale Fly Away avec la chanteuse britannique Sonna Rele,. La chanson est publiée par U-NXT, une division d'Universal Music Group visant à promouvoir les nouveaux artistes de musique électronique. Le clip vidéo est tourné en Ukraine, et obtient plus de 1,7 million de vues sur YouTube en Novembre 2022. Le 1er octobre 2021, Zight sort son troisième single Everybody Keep Running avec le chanteur Canadien Peter Forest. Le clip vidéo se déroule au Cap en mettant en scène Sibusiso Madikizela, un athlète national de marathon d'Afrique du Sud. La chanson est ensuite nommée et sélectionnée pour la compilation de musique électronique asiatique Billboard Electric Asia Vol. 5.
En 2022, Zight sort son sixième single Number One avec le chanteur Américain Adam Christopher. Le clip vidéo est tourné à Winton Motor Raceway, un circuit de course automobile près de Melbourne, Australie. En juillet 2022, Zight sort son septième single Work It Harder avec le chanteur américain de pop Chris Willis. Lors d'une interview, Zight révèle que le clip vidéo était une implication pour soutenir l'Ukraine dans la guerre russo-ukrainienne,.

## Discographie

### Singles et EP
- 2020 : Paradise
- 2021 : Fly Away (avec Sonna Rele)
- 2021 : Suite No.1 In Z Major
- 2021 : Everybody Keep Running (avec Peter Forest)
- 2021 : Daisy (avec Oliviya Nicole)
- 2022 : Number One (avec Adam Christopher)
- 2022 : Work It Harder (avec Chris Willis)
- 2023 : Waiting (avec Klapse, AndyBear)
- 2023 : Mongolia

### Productions
- 2009 : Step into a World (Mekoli avec The Freeman, Zight)
- 2011 : Yamanote Line Dreamer (Midicronica avec Zight, Low Jack Three)
- 2021 : Everybody Keep Running (TL Hon avec Zight)